# Luca Piemonte
Luca Piemonte (Gorizia, 11 novembre 1978) è un ex canoista italiano.

## Biografia
Nato nel 1978 a Gorizia, nel 2002 ha vinto il bronzo nel K-4 500 m agli Europei di Seghedino, insieme a Franco Benedini, Andrea Facchin e Antonio Rossi, terminando con il tempo di 1'20"350, dietro a Slovacchia e Ungheria.
Ha frequentato l' I.T.C. "Luigi Einaudi" di Staranzano, dimostrando già in epoca scolastica le proprie capacità e potenzialità fisiche.
Nel 2003 viene condannato a due anni di squalifica dopo essere risultato positivo ad un controllo antidoping per assunzione di norandrosterone ,  episodio che non è mai stato del tutto chiarito dalle due sentenze contraddittorie di federazione (assolto con semplice ammonizione) e C.O.N.I. (condanna).
Al rientro nel 2005 ha conquistato la medaglia di bronzo nel K-4 500 m ai Mondiali di Zagabria 2005, con Franco Benedini, Jaka Jazbec e Antonio Scaduto, chiudendo in 1'22"634, dietro a Bielorussia e Slovacchia.

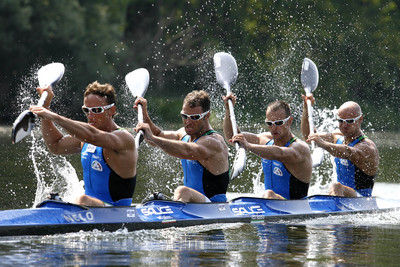
Il K-4 1000 m italiano a

A 29 anni ha partecipato ai Giochi olimpici di Pechino 2008, nel K-4 1000 m insieme a Franco Benedini, Alberto Ricchetti e Antonio Rossi, qualificandosi alla finale con il 2º posto in batteria, in 2'58"627, e terminando 4º con il tempo di 2'57"626, a poco meno di 1 secondo dalla medaglia di bronzo, vinta dalla Germania. Nello stesso anno ha vinto un altro bronzo agli Europei, a Milano 2008, nel K-4 1000 m insieme a Franco Benedini, Alberto Ricchetti e Antonio Rossi, chiudendo con il tempo di 3'04"532, dietro a Slovacchia e Germania.
Nel 2009 è stato medaglia d'oro ai Giochi del Mediterraneo di Pescara nel K-2 1000 m con Maximilian Benassi, in 3'19"840.
Dopo il ritiro è diventato allenatore, guidando la Canottieri Timavo di Monfalcone, dove aveva iniziato.

## Palmarès

### Mondiali
- 1 medaglia:
  - BRONZO (K-4 500 m a Zagabria 2005)

### Europei
- 2 medaglie:
  - BRONZO (K-4 500 m a Seghedino 2002)
  - BRONZO (K-4 1000 m a Milano 2008)

### Giochi del Mediterraneo
- 1 medaglia:
  - ORO (K-2 1000 m a Pescara 2009)